# Nishinari-ku (Osaka)
Nishinari (西成区 Nishinari-ku?) es un barrio de la ciudad de Osaka, en la prefectura de Osaka, Japón. Su área total es de 7,37 km².

## Demografía
Según datos del censo japonés, la población de Nishinari ha disminuido en los últimos años. En julio de 2019 tenía una población estimada de 109.225 habitantes y una densidad de población de 14.820 personas por km². El censo del año 2020 confirmó un total de 106.111 habitantes, con una densidad poblacional de 14.398 hab/km² 
| Año del censo | Población |
| ------------- | --------- |
| 1995          | 141.849   |
| 2000          | 136.813   |
| 2005          | 132.767   |
| 2010          | 121.972   |
| 2015          | 111.883   |
| 2020          | 106.111   |